# إيهاب عبد الرحمن
إيهاب عبد الرحمن السيد (مواليد 1 مايو 1989) هو لاعب ألعاب قوى مصري ينافس في لعبة رمي الرمح. أفضل رقم شخصي له هو 89.21 متر وحققه في مايو 2014 في شانغهاي. يقضي إيهاب حياته بين كورتين، فنلندا حيث يعيش مدربه بيتيري بيرونين، والقاهرة حيث يدرس.

## الإنجازات
| العام    | المسابقة                            | المكان                 | المركز   | ملاحظة   |
| يمثل مصر | يمثل مصر                            | يمثل مصر               | يمثل مصر | يمثل مصر |
| -------- | ----------------------------------- | ---------------------- | -------- | -------- |
| 2007     | بطولة أفريقيا للناشئين لألعاب القوى | واغادوغو، بوركينا فاسو | برونز    | 65.63 م  |
| 2007     | دورة الألعاب العربية                | القاهرة، مصر           | فضة      | 71.15 م  |
| 2008     | بطولة العالم للناشئين لألعاب القوى  | بيدغوشتش، بولندا       | فضة      | 76.20 م  |
| 2009     | ألعاب البحر الأبيض المتوسط          | بسكارا، إيطاليا        | 5        | 74.47 م  |
| 2009     | الألعاب الجامعية الصيفية            | بلغراد، صربيا          | 12       | 68.43 م  |
| 2009     | الألعاب الفرانكوفونية               | بيروت، لبنان           | ذهب      | 77.33 م  |
| 2010     | بطولة أفريقيا لألعاب القوى          | نيروبي، كينيا          | ذهب      | 78.02 م  |
| 2011     | الألعاب الجامعية الصيفية            | شنجن، الصين            | 14 (q)   | 67.96 م  |
| 2011     | بطولة العالم لألعاب القوى           | دايغو، كوريا الجنوبية  | 35 (q)   | 71.99 م  |
| 2011     | ألعاب عموم أفريقيا                  | مابوتو، موزمبيق        | 5        | 69.94 م  |
| 2011     | دورة الألعاب العربية                | الدوحة، قطر            | ذهب      | 78.66 م  |
| 2012     | بطولة أفريقيا لألعاب القوى          | بورتو نوفو، بنين       | 5        | 67.82 م  |
| 2012     | الألعاب الأولمبية الصيفية           | لندن، المملكة المتحدة  | 29 (q)   | 77.35 م  |
| 2013     | ألعاب البحر الأبيض المتوسط          | مرسين، تركيا           | فضة      | 85.45 م  |
| 2013     | الألعاب الجامعية الصيفية            | قازان، روسيا           | 12       | 73.42 م  |
| 2013     | بطولة العالم لألعاب القوى           | موسكو، روسيا           | 7        | 80.94 م  |
| 2014     | بطولة أفريقيا لألعاب القوى          | مراكش، المغرب          | فضة      | 83.59 م  |
| 2015     | بطولة العالم لألعاب القوى           | بكين، الصين            | فضة      | 88.99 م  |

## وصلات خارجية
- إيهاب عبد الرحمن السيد - الاتحاد الدولي لألعاب القوى

## روابط خارجية
- إيهاب عبد الرحمن السيد على موقع الاتحاد الدولي لألعاب القوى (الإنجليزية)
- إيهاب عبد الرحمن السيد على موقع الدوري الماسي (الإنجليزية)
- إيهاب عبد الرحمن السيد على موقع اللجنة الأولمبية الدولية (الإنجليزية)
- إيهاب عبد الرحمن السيد على موقع أوليمبيديا (الإنجليزية)